# Антал, Золтан
Золтан Антал (венг. Antal Zoltán; 8 декабря 1971, Будапешт) — венгерский гребец-байдарочник, выступал за сборную Венгрии в середине 1990-х годов. Участник летних Олимпийских игр в Атланте, серебряный и бронзовый призёр чемпионатов мира, победитель многих регат национального и международного значения.

## Биография
Золтан Антал родился 8 декабря 1971 года в Будапеште. Активно заниматься греблей на байдарке начал в раннем детстве, проходил подготовку в будапештском спортивном клубе МТК.
Первого серьёзного успеха на взрослом международном уровне добился в 1994 году, когда попал в основной состав венгерской национальной сборной и побывал на чемпионате мира в Мехико, откуда привёз награду бронзового достоинства, выигранную в зачёте четырёхместных байдарок на дистанции 500 метров — в финале его обогнали только команды из России и Румынии. Благодаря череде удачных выступлений удостоился права защищать честь страны на летних Олимпийских играх 1996 года в Атланте — стартовал в одиночках на пятистах метрах, но сумел дойти лишь до стадии полуфиналов, где финишировал седьмым.
После Олимпиады Антал остался в основном составе гребной команды Венгрии и продолжил принимать участие в крупнейших международных регатах. Так, в 1997 году он выступил на мировом первенстве в канадском Дартмуте, где стал серебряным призёром в программе байдарок-четвёрок на дистанции 1000 метров — в решающем заезде проиграл только экипажу из Германии. Вскоре по окончании этих соревнований принял решение завершить карьеру профессионального спортсмена, уступив место в сборной молодым венгерским гребцам.